# Rakovec
 Ovo je glavno značenje pojma Rakovec. Za druga značenja pogledajte Rakovec (razdvojba).
Rakovec je općina u Hrvatskoj, u Zagrebačkoj županiji.

## Zemljopis
Općina Rakovec nalazi se u sjeveroistočnom dijelu Zagrebačke županije.
Kao sastavni dio županije, općina Rakovec ulazi u područje šireg zagrebačkog prostora.
Područje općine na zapadu i sjeveru graniči s gradom Sv. Ivan Zelina, na sjeveroistočnom dijelu s općinom Preseka, dok se na jugu i jugoistoku pruža granica s gradom Vrbovcem.
Prometna situacija općine Rakovec, zahvaljujući blizini autoceste Zagreb - Varaždin danas omogućuje znatno kvalitetniju povezanost sa središtem županije.
Autoputom Zagreb - Varaždin do Rakovca se dolazi silaskom na izlaz Sv.Ivan Zelina - Marija Bistrica, a zatim pravcem Brezovec - Marinovec - Kreča Ves.
Iz Pravca Vrbovca i Zeline dolazi se županijskom cestom 3016.
Udaljenosti Rakovca od susjednih gradova:
- Zagreb ..........35 km,
- Sv. Ivan Zelina... 8 km,
- Vrbovec..........10 km,
- Dugo Selo........17 km,
- Bjelovar.........50 km.

## Općinska naselja
Baničevec, Brezani, Dropčevec, Dvorišće, Goli Vrh, Hruškovec, Hudovo, Kolenica, Lipnica, Mlaka, Rakovec, Valetić

## Stanovništvo
Na području općine Rakovec prema popisu stanovnika iz 2001. godine u 12 naselja živi 1353 stanovnika, koji čine 398 kućanstava.
Udio stanovništva općine Rakovec u ukupnom stanovništvu Zagrebačke županije čini 0,44%.
Stanovništvo se pretežno bavi poljoprivredom, a sukladno tome je i udio kućanstava s poljoprivrednim gospodarstvom vrlo visok.
Od ukupno 398 kućanstava njih 360 posjeduje poljoprivredno gopodarstvo.
Općina Rakovec prva je općina u Hrvatskoj koja je uvela i jednokratnu novčanu pomoć u visini 1.000 kuna za svako novorođeno dijete. Njen primjer slijedile su i mnoge druge lokalne samoouprave u državi.
| broj stanovnika | 1121  | 1257  | 1420  | 1787  | 1918  | 2384  | 2246  | 2366  | 2296  | 2236  | 2092  | 1821  | 1683  | 1436  | 1350  | 1252  | 1141  |
|                 | 1857. | 1869. | 1880. | 1890. | 1900. | 1910. | 1921. | 1931. | 1948. | 1953. | 1961. | 1971. | 1981. | 1991. | 2001. | 2011. | 2021. |

| broj stanovnika | 196   | 218   | 265   | 318   | 407   | 430   | 396   | 402   | 368   | 349   | 347   | 283   | 267   | 227   | 245   | 236   | 226   |
|                 | 1857. | 1869. | 1880. | 1890. | 1900. | 1910. | 1921. | 1931. | 1948. | 1953. | 1961. | 1971. | 1981. | 1991. | 2001. | 2011. | 2021. |

## Uprava
Općina Rakovec osnovana je 1993. godine, odlukom Sabora Republike Hrvatske.
- Općinska načelnica: Brankica Benc, dipl.oec.
- Zamjenik općinske načelnice: Martina Šantak
- Predsjednik općinskog vijeća: Ivan Zadravec
- Zamjenik predsjednika općinskog vijeća: Franjo Krljan
- Administrator: Petra Fuglec

## Povijest
Prošlost znamenite gospoštije Rakovec utvrđene ispravama seže čak u 12. stoljeće.
Godine 1204. kralj Emerik daje posjed Rakovec banu Martinu.
1244. godine u Rakovcu stoluje župan Vogenislav, pradjed rakovečkih plemića Pučića koji su držali posjed više od 2 stoljeća.
Za turskih provala Pučići se nisu mogli održati kao samostalna vlastela pa su 1440. ustupili posjed Ulriku Celjskom.
On je 1454. i sam stolovao u Rakovcu. Nakon njegove smrti posjed preuzima njegova žena Katarina. Ona je ostala upamćena kao brižna gopodarica.
1460. imanje ustupa vojvodi Janu Vitovcu od Grebena, a kasnije posjed kupuje Ivan Korvin.
1531. Rakovec preuzima Nikola Zrinski Sigetski i Zrinski su u posjedu Rakovca sljedećih 160 godina.
Kada je otkrivena urota zrinsko-frankopanska, polovina Rakovca prodana je zagrebačkom Kaptolu za podmirenje duga Petra Zrinskog, a drugu polovinu uživala je udova Nikole, Sofija sa sinom Adamom, koji je poginuo u bitci kod Slankamena 1691. godine.
Tada Rakovec preuzima Baltazar Patačić, čija obitelj izumire groficom Eleonorom 1834. godine.
Od tada Rakovec zakupi kraljevski fisk.
U slavnoj prošlosti Rakovčani se s ponosom prisjećaju 15. svibnja 1562. godine kada je ban Erdodi odredio da Rakovec dobiva posadu od 10 vojnika, a Hrvatski Sabor donio je uredbu kojom se za potrebe kraljevske vojske sve namirnice imaju nabavljati u Rakovcu.
Za turskih provala Rakovec nikada nije bio osvojen.

## Gospodarstvo
Rakovec je poljoprivredni kraj, a kao najznačajniji prirodni resursi su kvalitetno poljoprivredno zemljište i šumske površine.
Razvijeno je i obrtništvo, posebice prerada metala, čiji se proizvodi izvoze i na europsko tržište.
U poljoprivredi vrlo je razvijeno stočarstvo i ratarstvo, a u posljednje vrijeme i cvjećarstvo.
Općina Rakovec potiče obrtnike i poduzetnike u nihovom razvoju, te su općinski porezi, komunalne naknade i doprinosi svedeni na simbolične iznose.

## Spomenici i znamenitosti
Zaštićeni spomenici kulture:
Rimokatolička župna crkva Sv. Jurja u Rakovcu,
Parohijska crkva Sv. Nikole u Lipnici,
Župni dvor u Rakovcu,
Zgrada osnovne škole u Rakovcu, 
Kip Presvetog trojstva, nadgrobni spomenik pok. župnika Lavoslava Matašića na mjesnom groblju Rakovec,
Gradište, položaj starog grada u Rakovcu,
Zaglavni kamen sa starog grada Rakovca.
Ostale znamenitosti:
Šambar – vinorodni brijeg s mnoštvom starih drvenih klijeti,
Goljak – vinorodni brijeg i vidikovac

## Obrazovanje
- Područna škola Rakovec od 1. do 8. razreda

## Šport
- Nogometni klub Rakovec, osnovan 1974. godine

## Vanjske poveznice
- Službena stranica Općine